# Raúl Cano
Raúl Cano, all'anagrafe Raúl Cano Cano (Madrid, 3 novembre 1971), è un attore, cantante e comico spagnolo, noto per aver interpretato il ruolo di Leandro Séler nella soap Una vita (Acacias 38).

## Biografia
Raúl Cano è nato il 3 novembre 1971 a Madrid (Spagna), e oltre alla recitazione si occupa anche di canto.

## Carriera
Raúl Cano dal 1997 ha preso parte del gruppo teatrale Yllana con il quale ha presentato le opere ¡Muu!, Glub Glub, 666, Star Trip, Brokers  e Action man (una parodia di James Bond, le avventure di un super agente il cui corpo è composto da parti umane e parti robotiche). Nel 1996 ha recitato nel cortometraggio Mambrú diretto da Pedro Pérez Jiménez. Nel 2000 ha recitato nella serie El comisario. Nel 2008 ha recitato nella serie Impares. Dal 2008 al 2010 ricoperto il ruolo di Luis nella serie La tira.
Nel 2009 ha recitato nelle serie Chic-Cas e in La que se avecina. Dal 2009 al 2012 ha interpretato il ruolo di Various Characters nella serie La hora de José Mota. La que se avecina. Nel 2010 ha recitato nel cortometraggio Última voluntad diretto da Javier Fesser, mentre nel 2012 nel cortometraggio Depresión diretto da Javier Fesser. Nel 2015 e nel 2016 è stato scelto da TVE per interpretare il ruolo di Leandro Séler nella soap opera in onda su La 1 Una vita (Acacias 38) e dove ha recitato insieme ad attori come Amparo Fernández, María Tasende, Miguel Diosdado, Roger Berruezo, Sheyla Fariña, Sara Miquel, Sandra Marchena, Alba Brunet, Carlos Serrano-Clark e Jordi Coll.
Dal 2015 al 2018 ha ricoperto il ruolo di Various Characters nella serie José Mota presenta. Nel 2016 ha recitato nel film televisivo Operación: And the Andarán diretto da José Mota. L'anno successivo, nel 2017, ha ricoperto il ruolo di Various Characters nella serie El Acabose. Nel 2019 ha interpretato il ruolo di Matías nella serie Flipante Noa!. Nello stesso anno ha recitato nel cortometraggio Pastillas diretto da Fernando Simarro. Sempre nel 2019 ha partecipato nel programma televisivo ¿Juegas o qué?. Nel 2021 ha recitato nella serie ¿Y si sí...?.

## Filmografia

### Cinema
- La balsa de piedra, regia di George Sluizer (2002)
- Bert, regia di Scott Beehner (2006)

### Televisione
- El comisario – serie TV (2000)
- Impares – serie TV (2008)
- La tira – serie TV (2008-2010)
- Chic-Cas – serie TV (2009)
- La que se avecina – serie TV (2009)
- La hora de José Mota – serie TV (2009-2012)
- Una vita (Acacias 38) – soap opera, 405 episodi (2015-2016)
- José Mota presenta – serie TV (2015-2018)
- Operación: And the Andarán, regia di José Mota – film TV (2016)
- El Acabose – serie TV (2017)
- Flipante Noa! – serie TV (2019)
- ¿Y si sí...? – serie TV (2021)

### Cortometraggi
- Mambrú, regia di Pedro Pérez Jiménez (1996)
- Última voluntad, regia di Javier Fesser (2010)
- Depresión, regia di Javier Fesser (2012)
- Pastillas, regia di Fernando Simarro (2019)

## Programmi televisivi
- ¿Juegas o qué? (2019)

## Doppiatori italiani
Nelle versioni in italiano dei suoi film e delle sue serie TV, Raúl Cano è stato doppiato da:
- Alessandro Zurla[11] in Una vita[12]